# Étienne van Zuylen van Nyevelt

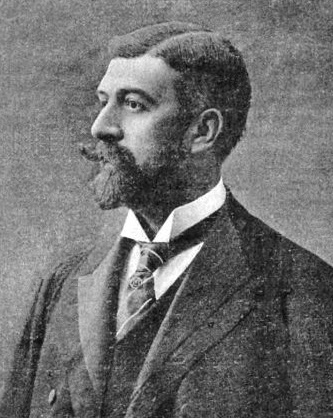
Étienne van Zuylen van Nyevelt, ca. 1895

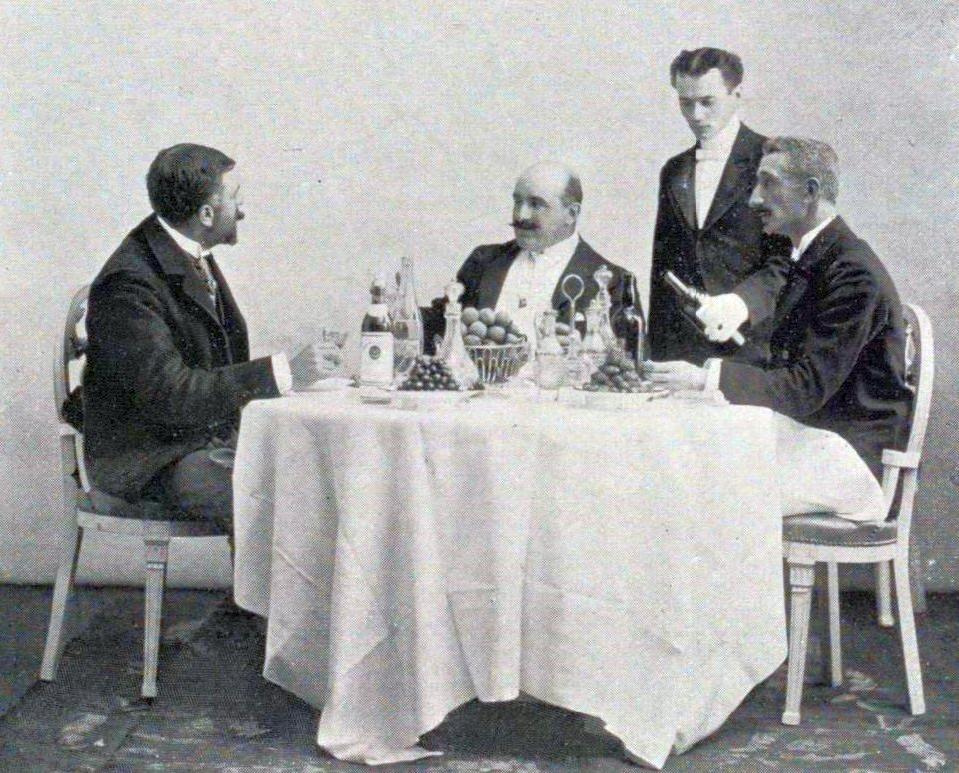
van Zuylen van Nyevelt, de Dion und Meyan (v. l.) im Jahr 1895

Étienne Gustave Frédéric, 3. Baron van Zuylen van Nyevelt van de Haar meist Étienne van Zuylen van Nyevelt (* 16. Oktober 1860 in Saint-Étienne-les-Orgues; † 8. Mai 1934 in Nizza) war ein niederländisch-belgischer Bankier, Geschäftsmann, Philanthrop, Reiter, Funktionär und Automobilenthusiast.

## Familie
Van Zuylen van Nyevelt gehörte zur ursprünglich aus Utrecht in den Niederlanden stammenden Adelsfamilie van Zuylen van Nyevelt. Er wurde 1860 in Frankreich als jüngstes der vier Kinder des Diplomaten Baron Gustave van Zuylen van Nyevelt van de Haar (1818–1890) und Comtesse Julie Alexandrine Marie Josèphe Visart de Bocarmé (1823–1862) geboren. Sein Großvater Jean-Jacques (1752–1846) war unter anderem von 1813 bis 1817 Bürgermeister von Brügge.
Étienne van Zuylen van Nyevelt heiratete am 16. August 1887 in Paris Hélène de Rothschild, eine Tochter von Salomon de Rothschild aus der französischen Bankiersfamilie Rothschild. Das Paar hatte zwei Söhne, Hélin (1888–1912) und Egmont (1890–1960). Hélin kam 1912 bei einem Autounfall ums Leben, Egmont war Diplomat und der Vater von Marie-Hélène de Rothschild.
Hélène de Rothschild wurde wegen ihrer Ehe mit einem Katholiken enterbt. Sie unterhielt während ihrer Ehe zahlreiche Beziehungen mit Frauen. Mit einer ihrer Geliebten, Renée Vivien, bildete sie eine erfolgreiche Autorinnengemeinschaft und verfasste Gedichte, Kurzgeschichten und Romane.

## Werdegang
Zum Zeitpunkt seiner Heirat mit Hélène de Rothschild war Étienne van Zuylen van Nyevelt bereits erfolgreicher Bankier.
Im Jahr 1890 erbte er von seinem Großvater das verfallene Kasteel de Haar nahe Utrecht, das er gemeinsam mit seiner Frau und finanziert durch der Vermögen der Rothschilds unter Leitung der Architekten Pierre und Joseph Cuypers zwischen 1892 und 1912 wieder aufbauen ließ.
Van Zuylen van Nyevelt begeisterte sich gegen Ende des 19. Jahrhunderts für neu aufkommende Automobil. 1894 lernte er in Rouen nach dem Rennen Paris–Rouen, das als erstes Automobilrennen der Geschichte gilt, den Grafen Albert de Dion kennen. Gemeinsam mit einem weiteren Automobilenthusiasten – Paul Meyan – gründeten die beiden am 12. November 1895 den Automobile Club de France (ACF), dessen erster Präsident van Zuylen van Nyevelt zwischen 1895 und 1922 war. Zwischen 1904 und 1931 fungierte er außerdem als ebenfalls erster Präsident der Association Internationale des Automobile Clubs Reconnus (AIACR), dem Vorläufer der Fédération Internationale de l’Automobile. In seiner Funktion beim ACF gehörte van Zuylen van Nyevelt zu den Organisatoren des Rennens Paris–Bordeaux–Paris 1895, das zu den ersten Automobilrennen der Geschichte zählt.
Zusammen mit seiner Ehefrau trat van Zuylen van Nyevelt auch aktiv bei frühen Automobilwettfahren an. Hélène de Zuylen de Nyevelt de Haar benutzte das Pseudonym „Snail“ (englisch „Schnecke“) während Étienne van Zuylen van Nyevelt als „Escargot“ (französisch „Schnecke“) antrat. Beim vom ACF organisierten Rennen Paris–Amsterdam–Paris 1898 absolvierte seine Frau die 1430 km lange Strecke erfolgreich und war damit die erste Frau, die an einem internationalen Autorennen teilnahm.
Neben seinen Automobilengagements galt Étienne van Zuylen van Nyevelt als ausgezeichneter Reiter und besaß im Zentrum von Neuilly-sur-Seine Stallungen, in denen bis zu 50 Pferde untergebracht werden konnten. Er war an der Organisation der Olympischen Sommerspiele 1900 in Paris beteiligt und nahm für das belgische Team in der Disziplin Gespannfahren zudem aktiv an den Reitwettbewerben der Spiele teil.
Étienne van Zuylen van Nyevelt war überdies zeitweise Vorsitzender des Verwaltungsrates der Zeitung L’Auto, der Société d’électricité Nilmelior, der Société des voitures Paris-Taxis und Mitglied des Verwaltungsrats von De Dion-Bouton. Seit seiner Gründung im Jahr 1906 war er auch Ehrenmitglied des Automobile Club de l’Ouest und der von ihm gegründeten Association générale automobile.
Étienne van Zuylen van Nyevelt war Offizier der Ehrenlegion und Träger des Leopoldsordens in der Klasse Ritter. Er starb am 8. Mai 1934 im Alter von 73 Jahren in Nizza und wurde auf dem Gelände des Kasteel de Haar beigesetzt.